# May Ziadé
Pour les articles homonymes, voir Ziadé.
May Ziadé (مي زيادة), de son vrai nom Marie Ziadé, née le 11 février 1886 à Nazareth et morte le 19 octobre 1941 au Caire, est une poétesse, écrivaine, essayiste et journaliste libanaise, pionnière du féminisme dans le monde arabe,,. Elle a entretenu une liaison épistolaire durable avec l'écrivain Khalil Gibran.

## Biographie

### Jeunesse et études
Née le 11 février 1886 à Nazareth d'un père libanais Elias Ziadé et d'une mère palestinienne Nazha Mouammar, May Ziadé passe sa jeunesse dans sa ville natale où elle poursuit ses études primaires avant de partir au Liban et plus précisément à Antoura pour finir ses études secondaires au collège des Visitandines.
Elle rentre en 1904 à Nazareth mais la quitte en 1908 pour s'installer définitivement au Caire avec ses parents. Elle s'inscrit à l'Université égyptienne pour étudier les littératures étrangères modernes.

### Écrits et publications
May commence l'écriture très tôt et dès l'âge de 16 ans, elle collabore à plusieurs périodiques, et notamment à la revue arabe al-Mahroussa dirigée par son père. Elle utilise des pseudonymes masculins pour la plupart de ses textes, mais privilégie les pseudonymes féminins pour la poésie.
Elle publie, en 1910, sous le pseudonyme de Isis Copia (en référence à la déesse égyptienne et Copia est la traduction de son nom de famille en latin, qui signifie « abondance »). Son premier recueil de poèmes en français Fleurs de rêve,, ouvrage dédié à Lamartine. Ses influences se retrouvent dans ses thèmes favoris comme la nostalgie, la peur du temps qui passe, la nature, le spleen.
Elle publie ensuite en arabe deux biographies des deux principales dirigeantes du mouvement féministe en Égypte:
- Bâhitat Al-Badiyah (باحثة البادية) (biographie de Malak Hifni Nasif),
- Aïcha Taymour (عائشة تيمور) (biographie de Aïcha Taymour).

Parmi ses publications en arabe, on note également :
- Sawâneh fatât (سوانح فتاة) « Propos de jeune fille »,
- Zulumât wa Ichâ'ât (ظلمات وأشعة) « Ténèbres et lueurs » (poèmes lyriques en prose traduit de l'arabe en 2021 par Samir Belhamra aux éditions L'Harmattan),
- Al-Musâwât (المساواة) « L’Égalité » (étude sociologique),
- Bayna l-Jazri wa l-Madd (بين الجزر والمد) « Flux et reflux » (réflexions littéraires),
- Kalimât wa Ichârât (كلمات و إشارات) « Des signes et des mots »,
- Al Saha'ef (الصحائف) « Les journaux »,
- Ghayat Al-Hayât (غاية الحياة) « La signification de la vie ».

Maîtrisant plusieurs langues (dont notamment le français, l'anglais, l'italien et l'allemand), May traduit vers l'arabe plusieurs ouvrages d'auteurs occidentaux tels que Arthur Conan Doyle, Max Müller, Brada, etc.
Outre Ténèbres et lueurs, des extraits de ses œuvres complètes ont été traduits en français et publiés par LCM Éditions sous le titre Il t'appartient de devenir reine ou esclave en 2019, partiellement consultables en ligne.

### Le Salon littéraire de May
En 1912, May fonde un salon littéraire qui devient chaque mardi le rendez-vous incontournable des grands intellectuels de l'époque à l'instar de Taha Hussein, Mohamed Abduh, Qasim Amin, Abbas Mahmoud Al-Akkad et Moustapha Sadek al-Rafi'i.

### Militantisme
May Ziadé est considérée comme étant une pionnière du féminisme oriental et comme étant « la première Libanaise à poser le problème de la condition de la femme arabe et à traiter la question de l'articulation entre féminité et écriture ».
Selon Ines Orchani, dans Al-Mousâwât, May Ziadé aborde la question de l'inégalité « en philosophe, en sociologue et en historienne. Son point de vue n'est rattaché ni à son genre (féminin), ni à sa culture (arabe), ni à sa religion (chrétienne) ».
À travers les biographies de deux principales dirigeantes du mouvement féministe en Égypte, May appelle à émanciper la femme arabe et l'inciter à se comparer à l'homme, à être son égale et à bénéficier des mêmes droits.

### May et Gibran Khalil Gibran
Pendant 19 ans, May entretient une correspondance régulière avec Gibran Khalil Gibran qui se développe en une histoire d'amour platonique, les deux personnes ne s'étant jamais rencontrées. Cette correspondance commence en 1912 et finit par la mort de Gibran en 1931. May lui reste fidèle renonçant au mariage et à toute autre relation amoureuse.

### Maladie et mort
À la suite de la mort de son père en 1929, de son amoureux Gibran en 1931 et de sa mère en 1932, May sombre dans une dépression et souffre de neurasthénie. Elle est même internée dans un hôpital psychiatrique au Liban pendant 9 mois avant de sortir et revenir au Caire.
Dans son ouvrage May Ziadé, la passion d'écrire, Carmen Boustani affirme que "May a subi la misogynie de ses cousins qui ont voulu la spolier de son héritage jusqu'à la faire interner en hôpital psychiatrique dont elle est finalement sortie, à jamais brisée par les deuils et la souffrance.
Elle n'arrive pas à surmonter la douleur causée par la mort de ses bien-aimés et meurt le 17 octobre 1941 au Caire.

### Hommage
En 1999, le ministère libanais de la culture choisit May Ziadé pour célébrer l’année sous le signe de « Beyrouth, capitale culturelle du monde arabe ».
En 2012, Google publie un doodle en hommage à l'écrivaine.

### Télévision
- (en) [vidéo] Al Jazeera English, « May Ziade: La vie d'un écrivain féministe arabe », sur YouTube
- (en) « May Ziade: The Life of an Arab Feminist Writer », sur Al Jazeera, 21 mars 2019 (consulté le 10 août 2019).